# Gare de Lannemezan
Gare de Lannemezan – stacja kolejowa w Lannemezan, w departamencie Pireneje Wysokie, w regionie Oksytania, we Francji. Znajduje się na linii Tuluza-Bajonna. Jest obsługiwana przez pociągi TER Midi-Pyrénées.